# Manuel de Almeida Trindade
Manuel de Almeida Trindade GCM (Monsanto, Idanha-a-Nova, 20 de Abril de 1918 — Coimbra, 5 de Agosto de 2008) foi um bispo português.

## Biografia
Era filho de Daniel Ferreira da Trindade e de sua mulher Gracinda Rodrigues de Almeida. Veio ainda criança viver com seus pais para Avelãs de Cima, no concelho da Anadia, terra da naturalidade de seus pais. Foi o terceiro bispo diocesano depois que foi restaurada a Diocese de Aveiro, tendo sucedido a Domingos da Apresentação Fernandes, que havia falecido a 21 de Janeiro de 1962.
Entre 1925 e 1929 estudou na Escola Primária de Malaposta, em Arcos, Anadia. Em 1930 ingressou no Seminário de Coimbra e ainda seminarista foi enviado para Roma. Entre 1934 e 1940 estudou Filosofia e depois Teologia na Universidade Pontifícia Gregoriana onde recebeu a Licenciatura em Filosofia e o Bacharelato em Teologia.
Foi ordenado presbítero na Capela do Seminário da Sagrada Família de Coimbra a 21 de Dezembro de 1940 pelo Bispo D. António (II) Antunes. Celebrou Missa nova de ação de graças na igreja matriz de Arcos, Anadia.
Nomeado de imediato membro da Equipa Formadora do Seminário Maior de Coimbra foi dois anos depois escolhido Vice-Reitor do mesmo Seminário, cujo iniciou a 2 de Novembro de 1941. No dia 16 de Fevereiro de 1946 o bispo de Coimbra nomeia-o cónego da Sé de Coimbra. No dia 2 de Abril de 1957 exerce o cargo de Reitor, onde permaneceu até 1962. Nesse mesmo ano o papa Pio XII distinguiu-o como seu prelado de honra, com o título de “monsenhor”. Entre Outubro de 1960 e Junho de 1962 a Faculdade de Letras da Universidade de Coimbra contrata-o como professor equiparado a professor extraordinário, regendo a cadeira «História do Cristianismo». Em 1988 recebeu um Doutoramento Honoris Causa pela Universidade de Aveiro

## Eleição
No dia 16 de Setembro de 1962 o Papa João XXIII elegeu-o como Bispo de Aveiro. Nesse mesmo ano, no dia 11 de Outubro dá-se a inauguração do Concílio Ecuménico Vaticano II. Ainda bispo eleito segue de imediato para Roma para participar na primeira sessão do Concílio Ecuménico Vaticano II, tomando posse canónica por procuração, no ministério pastoral da Diocese de Aveiro, a 8 de Dezembro de 1962.
É ordenado Bispo na Sé Nova de Coimbra em 16 de Dezembro por D. Ernesto Sena de Oliveira e entra solenemente na Diocese de Aveiro em 23 do mesmo mês com homenagem e manifestações públicas de muita alegria.

## Bispado
D. Manuel foi membro da conferência dos bispo católicos de Portugal.
No dia 25 de Abril de 1974 dá-se a revolução dos cravos. Escrevia o prelado em suas memórias, sobre os acontecimentos do verão quente de 1975. Envolveu-se não só por ser pastor, mas também por ser cidadão, “ouvindo pessoas simples da diocese, que não podiam ficar de braços cruzados perante a falta de liberdade da comunicação social, preocupado com a censura quer nos jornais da Igreja, como noutros, correndo o risco de ver cair o país noutra ditadura”. No dia 13 de Julho de 1975 acontece uma grande concentração de leigos em Aveiro, em oposição às políticas de cariz comunista. Era uma grande «Manifestação dos Cristãos» em Aveiro, no qual participaram vários líderes de associações sindicais e da Acção Católica, o qual depois deu luz verde para eventos similares ou ainda maiores em Coimbra, Lamego, Leiria e Braga, eventos estes que exigiam respeito pelos direitos fundamentais da pessoa humana e dos portugueses, nomeadamente do direito à informação livre, objectiva e independente.
Foram muitas as decisões, documentos e iniciativas, nos largos anos de trabalho e sacrifício vividos numa missão densa e exigente a que ele nunca se poupou, alargando assim a sua atenção e a sua actividade para além das fronteiras diocesanas.
No dia 30 de Setembro de 1975 o Papa Paulo VI nomeou-o para membro da Sagrada Congregação dos Sacramentos e Culto Divino. Em 1979 e 1981 é escolhido para Presidente da Conferência Episcopal Portuguesa, percorrendo uma fase importante de decisões a nível nacional como universal. D. Manuel trabalhou para “uma convergência entre a aplicação do Concílio na Igreja com o Papa Paulo VI e as mudanças sociais, políticas e cultural que decorriam em Portugal”. Em 1987 recebe do Papa João Paulo II uma mensagem particular, consignada numa carta autógrafa, extremamente elogiosa.

## Conferência Episcopal Portuguesa
Foi chamado a exercer ao longo de seis triénios, de 1970 a 1987 vários trabalhos. Foi delegado da Conferência Episcopal Portuguesa no Sínodo dos Bispos em Roma, em Outubro de 1967. No dia 10 de Abril de 1970 é eleito vice-presidente da Conferência Episcopal Portuguesa. Voltou a ser delegado no Sínodo do Bispo (Roma) em 1971 e em 1974.

## Os últimos anos
A Câmara Municipal de Aveiro deliberou por unanimidade atribuir-lhe a medalha de mérito em ouro. Em 1987 outorga o seu nome a uma alameda da freguesia urbana de Santa Joana (Aveiro). Um ano depois, no dia 20 de Janeiro, o Papa João Paulo II deferiu favoravelmente o seu pedido de resignação com o título de “bispo emérito” de Aveiro, não tendo completado ainda 70 anos de idade, pouco tempo após ter celebrado o seu Jubileu episcopal. Regressa nesse momento ao seu Seminário de Coimbra onde se acolhe numa vida que continuou sempre laboriosa e preenchida, dedicando-se sobretudo à escrita que lhe permitiu brindar-nos com obras, como Memórias de um Bispo e tantas outras, que se tornam hoje imprescindíveis para compreendermos o percurso da sua vida e do seu ministério assim como a história da Igreja em Portugal.
A 25 de Janeiro de 1988 foi agraciado com a Grã-Cruz da Ordem do Mérito.
Faleceu no dia 5 de Agosto de 2008 nos Hospitais da Universidade de Coimbra. Suas exéquias vieram a ser celebradas na Sé de Aveiro e a tumulação em jazigo da Diocese, no Cemitério Central de Aveiro, mesmo ao lado da Sé.

## O escritor

### A Cruz que me Pende nos Ombros
A cruz que me pende dos ombros é de oiro, mas não deixará de ser cruz. Mesmo que a amizade e a lealdade dos seus mais próximos colaboradores lhe não faltem, mesmo que a compreensão daqueles que são os detentores do poder o ajude na sua missão, ainda que a estima e a disciplina do povo cristão facilitem a sua actividade pastoral, sempre os cuidados e os trabalhos de um bispo hão de constituir uma cruz. Oxalá eu saiba doirar o ferro dos pesos quotidianos com o oiro fino do autêntico amor de Deus e dos homens! Esse será verdadeiramente o oiro da minha cruz peitoral. (Primeira Saudação Pastoral como Bispo de Aveiro - 23 de Dezembro de 1962 )

### Acordem! Acordem!
Existem cristãos em todas as dioceses de Portugal. Oxalá que o exemplo de Aveiro os desperte, do Minho ao Algarve... e se apresentem em massa a apoiar os seus bispos. Que os cristãos, se porventura estão adormecidos, acordem finalmente. Acordem! Acordem! (Manifestação de Cristãos, Aveiro, 13 de Julho de 1975)